# Ukrainas plass
La Ukrainas plass ("Piazza Ucraina" in norvegese) è uno slargo situato nel quartiere residenziale di Skarpsno, che fa parte del distretto di Frogner, a Oslo. Si trova nell'intersezione tra il Drammensveien e la Leiv Eirikssons gate. Nelle immediate vicinanze si trova l'ambasciata russa presso la Norvegia.

## Storia
Fino al 2022 il luogo non aveva un nome. Il distretto di Frogner battezzò la piazza Ukrainas plass l'8 marzo 2022 come forma di sostegno della libertà dell'Ucraina, in risposta all'invasione russa dell'Ucraina del 2022. Prima della decisione, l'Associazione degli studenti conservatori (Høyres Studenter i Oslo) aveva proposto che il nome del Drammensveien venisse cambiato in Ukrainas gate. Il distretto perciò votò l'8 marzo 2022 per cambiare il nome di una parte della strada nella quale hanno indirizzo l'ambasciata russa e altre proprietà; nessuno degli indirizzi venne cambiato, tranne quello dell'ambasciata, tuttavia l'intersezione più vicina all'ambasciata russa ricevette questo nome.
Un cartello che riporta il nome del luogo è stato inaugurato il 22 marzo 2022. Un gran numero di manifestazioni contro l'invasione russa dell'Ucraina si sono svolte nella Ukrainas plass.

## Galleria d'immagini

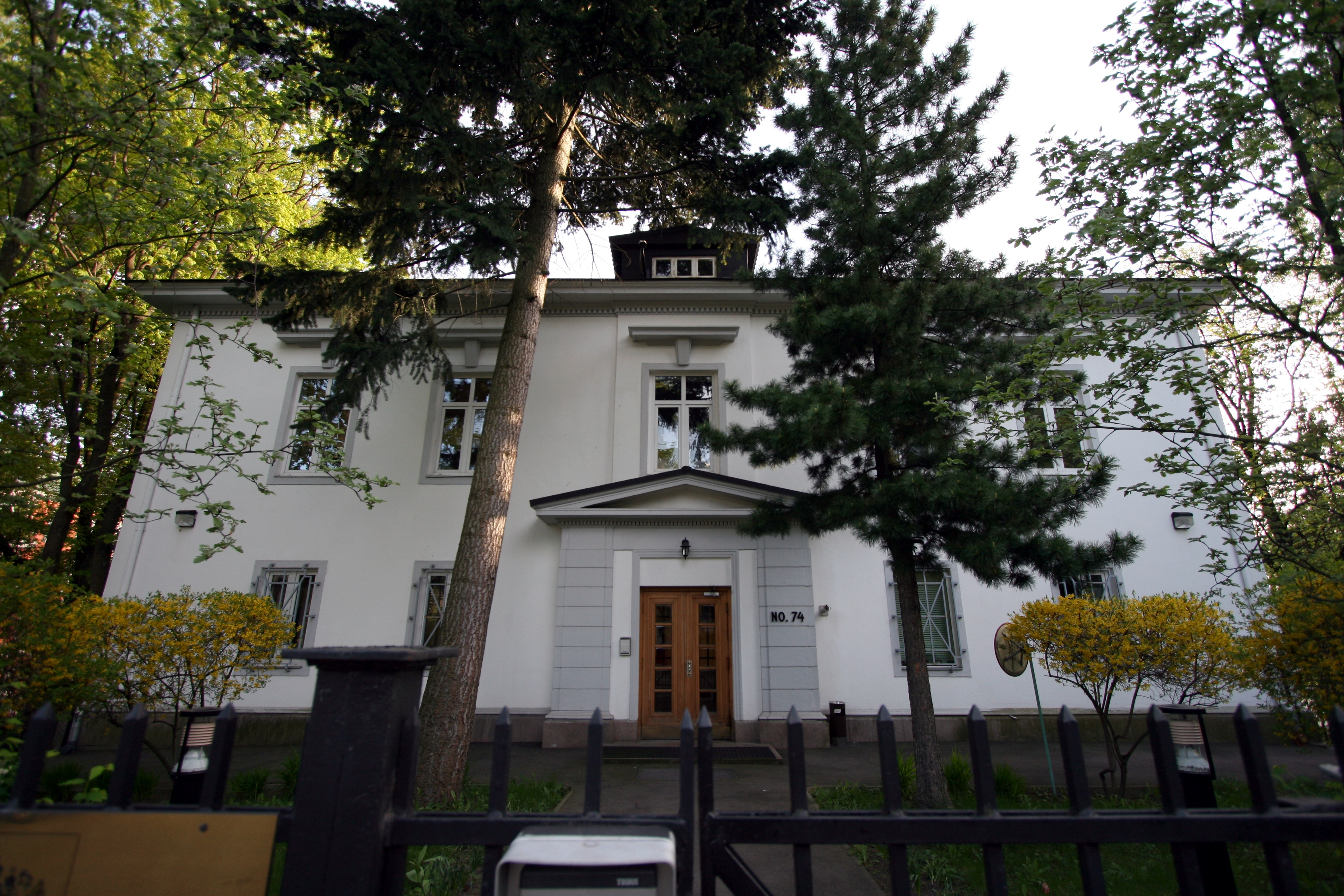
La sede dell'ambasciata russa, situata lì vicino.
Una veduta generale dello slargo.